# Podróż apostolska Benedykta XVI do Meksyku i na Kubę
Podróż papieża Benedykta XVI do Meksyku i na Kubę odbyła się w dniach 23-28 marca 2012. Była to druga wizyta Benedykta XVI w tym regionie po wizycie w Brazylii w roku 2007. Podróż do Meksyku i na Kubę była jedną z dwóch wizyt papieskich w 2012 (obok wizyty w Libanie).
O wizycie papieskiej w Meksyku i na Kubie spekulowano od listopada 2011. Oficjalnie spekulacje te potwierdził Benedykt XVI podczas mszy z okazji 200-lecia niepodległości krajów Ameryki Łacińskiej. Na początku stycznia 2012 Watykan podał datę i wstępny program wizyty, a pod koniec stycznia program oficjalny.
Z okazji wizyty papieskiej władz komunistyczne Kuby postanowiły wypuścić niektórych więźniów politycznych.

## Cel wizyty
Jadę do Meksyku i na Kubę, aby dodać otuchy i uczyć się, żeby umocnić w wierze, nadziei i miłości

 – powiedział Benedykt XVI podczas konferencji prasowej w samolocie.

## Program szczegółowy i przebieg wizyty
(źródła:)

### 23 marca(piątek)
León-Guanajuato
- 23:30 – ceremonia powitania na lotnisku

### 24 marca(sobota)
- 18.00 – spotkanie z prezydentem Meksykańskich Stanów Zjednoczonych Felipem Calderonem
- 18.45 – spotkanie z dziećmi na Plaza de la Paz.

Uczeń Jezusa nie odpowiada złem na zło, ale zawsze jest narzędziem dobra, głosicielem przebaczenia, nosicielem radości i sługą jedności. Jezus pragnie zapisać w życiu każdego z was historię przyjaźni. Przyjmijcie Go więc jako najlepszego ze swych przyjaciół. Niezmordowanie mówi wam, abyście zawsze kochali wszystkich i czynili dobro. Usłyszycie to, jeśli zawsze będziecie mieli częsty z Nim kontakt, który pomoże wam także w najtrudniejszych sytuacjach.

### 25 marca(niedziela)
- 10:00 – Msza i modlitwa Anioł Pański w parku Bicentenario (600 tysięcy uczestników)[12]. W homilii Benedykt XVI mówił o przeciwstawieniu się wierze powierzchownej i fragmentarycznej. Ponadto wezwał wiernych do odzyskania "radości z bycia chrześcijanami"[13][14].
- 18:00 – nieszpory z biskupami Meksyku i Ameryki Łacińskiej w katedrze Matki Bożej Światła w León.

### 26 marca(poniedziałek)
- 9.00 – ceremonia pożegnania na lotnisku

Santiago de Cuba
- 14.00  – ceremonia powitania na lotnisku w Santiago de Cuba.
- 17.30  – Msza na placu Antonio Maceo w Santiago de Cuba (200 tysięcy uczestników)[15].

### 27 marca(wtorek)
- 9:30 – wizyta w sanktuarium Matki Bożej Miłosierdzia del Cobre w Santiago de Cuba.
- 10.30  – przejazd na lotnisko; przylot do Hawany

Hawana
- 12:00 – przylot na lotnisko w Hawanie.
- 17:30 – spotkanie z przywódcą Kuby Raulem Castro w Palacio de la Revolución.
- 19.15 – spotkanie i kolacja z biskupami Kuby w siedzibie nuncjatury

### 28 marca(środa)
- 9.00 – Msza na Plaza de la Revolución w Hawanie (300 tysięcy uczestników)[16]. Papież spotkał się z Fidelem Castro[17].
- 16.30 – ceremonia pożegnania na lotnisku w Hawanie. Wylot do Rzymu